# عبد المهدي هادي
عبد المهدي هادي (26 فبراير 1946 - 26 سبتمبر 2020) لاعب ومدرب كرة قدم عراقي دولي سابق ، ولعب أيضًا مع نادي الميناء.

## وفاته
توفب بعد إصابته بمرض فيروس كورونا، في 26 سبتمبر 2020، عن عمر ناهز 74 عامًا.

## روابط خارجية
- قاعدة بيانات لاعبي المنتخب العراقي
- نادي الميناء: بحارة الجنوب